# Мехреган
Мехрган (Михрган, перс. مهرگان‎) (тадж. Меҳргон, Иди Меҳргон) или Джашн-и-Мехрган — иранский и зороастрийский праздник в честь Митры (перс. Мехр/Михр‎), божества договора, доверия, дружбы и любви.
Мехреган — это иранский праздник, и, возможно, даже более древний, однако это остаётся предметом обсуждений. В IV веке до н. э. он был создан как один из зороастрийских праздников, и сохраняется даже сегодня, после исламизации Ирана и Таджикистана, отмечаясь всем обществом.
Во времена Сасанидской империи (224–651 гг.) Мехреган был вторым по важности праздником после Навруза. Из-за того, что эти два праздника были тесно связаны с ролью иранского царствования, сасанидские правители обычно короновались либо в Мехреган, либо в Навруз.

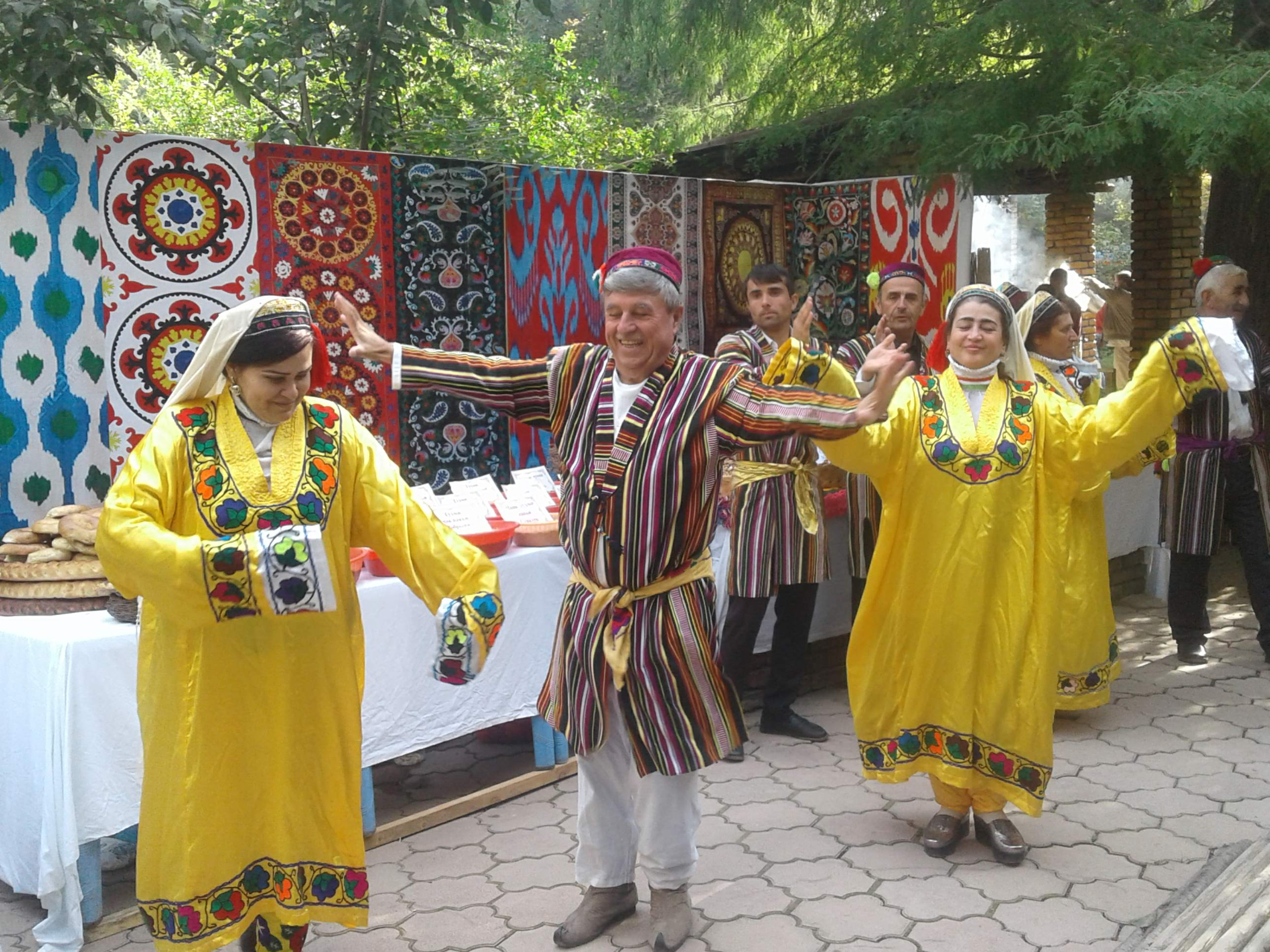
Таджики празднуют Мехреган в Душанбе

Мехреган — это праздник именин. Именины — это праздники, отмечаемые в день года, когда пересекаются имя дня и имя месяца, посвященные определенному божеству. Всего 11 таких праздников. Из них только два сохраняются в нынешнем Иране — это Мехреган в честь Митры/Мехра и Тирган в честь Тиштрьи/Тира.
Праздник Мехрган явно связан с равноденствием, астрономическим явлением, которое легче всего связать с концепцией справедливости и равновесия. Но остается неясным, был ли праздник в честь Митры или посвящение Митре было случайным. Причиной может быть и компромисс, возникший в процессе принятия зороастрийцами некоторых древних религиозных верований. Следовательно, празднование Бага Митры в 7-м месяце ахеменидского календаря могло быть добавлено к «новоавестийскому» календарю в период (вторая половина V века до н. э.), когда сезонные празднования осеннего равноденствия совпали с днём Мехра. Название праздника (*bāgayāda?) было заменено названием, которое этот праздник имеет в «новоавестийском» календаре, то есть Мехраган.
Мехреган выпадает на 196 день календарного года. В частности, для календарей, которые за начало года принимают Навруз (21 марта), Мехреган приходится на 2 октября.
День Мехр в месяце Мехр соответствовал дню, когда фермеры собирали урожай. Таким образом, они также праздновали тот факт, что Ахура Мазда дал им пищу, чтобы пережить предстоящие холодные месяцы. Вне зороастризма Мехреган воспринимается как народный праздник урожая.
Кашмирские пандиты празднуют Митра Пурниму, индоарийский вариант Мехрегана, в полнолуние осеннего месяца Ашвина или Ашваюджа. В эту ночь они вспоминают Митру, божественного покровителя честности, дружбы и договора. Следующее утро называется Митра Прабхат («Утро Митры»). Лотосы, лепестки роз и ноготков промывают в водах реки Витаста (ныне Вьетх или Джелам) или в водах Ганга, и вместе с грецкими орехами, фруктами и молоком или молочными конфетами раскладываются на блюде в честь Митры.
Талыши в Иране празднуют Мехрган по окончании сбора урожая и наводят чистоту убираясь в доме и во дворе, тем самым готовясь к приходу зимы.
Дети купаются в той же Витасте или Ганге, и одеваются в ярко-красные, оранжевые или жёлтые шелковые одежды, представляющие сияние славы Митры. Игры проводятся для детей, чтобы они привели к формированию новых дружеских отношений. Фрукты, орехи, молоко и конфеты, предложенные Митре, раздаются, а одежда и одеяла отдаются нуждающимся. Надру (лотосовый стебель) в этот день готовится как прасад. В Ведах Митра также представляет утреннее солнце.